# Elías Pino Iturrieta
Elías Pino Iturrieta (Boconó, 9 de octubre de 1944) es un escritor, profesor e historiador venezolano. Fue director de la Academia Nacional de la Historia de Venezuela.

## Biografía
Se graduó de la UCV en 1962, y realizó el doctorado de El Colegio de México en 1969.
Es miembro de la Academia Nacional de la Historia de Venezuela, desde el 27 de febrero de 1997 bajo el sillón N. Pino Iturrieta se mostró crítico con el régimen de Nicolás Maduro, y fue excluido de la comisión histórica, encargada por Maduro para llegar a la "verdad" y exigir justicia a España y Portugal por los excesos cometidos sobre los pueblos indígenas.
Es el director del Instituto de Investigaciones Históricas de la Universidad Católica Andrés Bello desde 1999.

## Obras
- La mentalidad venezolana de la Emancipación
- Contra lujuria castidad
- Ventaneras y castas
- Diabólicas y honestas
- La mirada del otro
- Viajeros extranjeros en la Venezuela del siglo XIX
- Fueros, civilización y ciudadanía
- Venezuela metida en cintura
- País archipiélago
- El Divino Bolívar
- Nada sino un hombre
- Ideas y mentalidades de Venezuela